# Marcy Playground (album)
Marcy Playground è il primo album realizzato dal gruppo rock statunitense dei Marcy Playground.
Pubblicato inizialmente il 25 febbraio 1997 dalla EMI, che aveva scelto come singolo di lancio Poppies, è stato poi ripubblicato dalla Capitol Records il 7 ottobre dello stesso anno. Stavolta il singolo scelto per il lancio dell'album fu "Sex and Candy", che rimase per 15 settimane al primo posto nella classifica Modern Rock Tracks di Billboard durante i primi mesi del 1998. Gli altri due singoli estratti dall'album sono stati "St. Joe on the Schoolbus" e "Sherry Fraser".

## Tracce
1. Poppies – 2:49
2. Sex and Candy – 2:53
3. Ancient Walls Of Flowers – 3:16
4. Saint Joe on the School Bus – 3:20
5. A Cloak Of Elvenkind – 2:59
6. Sherry Fraser – 2:50
7. Gone Crazy – 2:45
8. Opium – 3:07
9. One More Suicide – 2:39
10. Dog And His Master – 2:12
11. The Shadow Of Seattle – 2:48
12. The Vampires Of New York – 2:55

## Formazione
- John Wozniak - voce, chitarra
- Dylan Keefe - basso, cori
- Dan Rieser - batteria, cori

Altri musicisti
- Glen Braver - basso, "Poppies"
- Jared Kotler - basso e chitarra[1]
- Edgar Mills - basso, "Ancient Walls of Flowers", "Opium"
- Jen Handler - violoncello, "One More Suicide"